# Mirja Wester
Mirja Wester, tidigare Hildbrand, född 2 maj 1982 i Göteborg, är en svensk filmproducent och kulturchef.
Wester är utbildad vid Filmhögskolan och Handelshögskolan vid Göteborgs universitet. 2007 producerade hon Skrapsår, i regi av Gabriela Pichler, som tilldelades en Guldbagge för bästa kortfilm. Sedan 2016 är hon vd för Göteborgs filmfestival. Utsågs 2021 till Årets göteborgare tillsammans med Jonas Holmberg.